# روبرت بالدوين سوليفان
روبرت بالدوين سوليفان هو محامي وقاضي وسياسي كندي، ولد في 24 مايو 1802 في جمهورية أيرلندا، وتوفي في 14 أبريل 1853 بتورونتو في كندا. انتخب عمدة تورونتو ‏ (15 يناير 1835 – 1836).